# Sergei Alexandrowitsch Markidonow

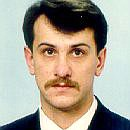
Sergei Alexandrowitsch Markidonow (1993)

Sergei Alexandrowitsch Markidonow (russisch Сергей Александрович Маркидонов; * 29. April 1961 im Rayon Schilkinski, Oblast Tschita, RSFSR, UdSSR; † 26. November 1995 in Petrowsk-Sabaikalski, Oblast Tschita, Russland) war ein russischer Politiker und Abgeordneter der ersten Duma von 1993 bis 1995.

## Biographie
Markidonow absolvierte 1982 das Staatliche Pädagogische Institut von Tschita. Später studierte er Wirtschaftsprogrammierung an der Universität Nowosibirsk.
Im Oktober 1991 leitete Markidonow die Kommission für Wirtschaftsreformen des regionalen Exekutivkomitees von Tschita.
1993 wurde Markidonow zum Abgeordneten der ersten russischen Duma gewählt und vertrat dort den Block „Wahl Russlands“.
Er wurde während des Wahlkampfes zur Wiederwahl am 26. November 1995 in Petrowsk-Sabaikalski von seinem betrunkenen Wachmann ermordet. Nach dem Mord beging der Wachmann Selbstmord.